# Associació de Futbol de Saint Lucia
L'Associació de Futbol de Saint Lucia, també coneguda per les sigles SLFA (Saint Lucia Football Association, en anglès), és l'òrgan de govern del futbol de l'illa caribenya de Saint Lucia. Va ser fundada l'any 1979, el mateix any que Saint Lucia va independitzar-se del Regne Unit. Abans de 1979, la SLFA operava com a Unió Nacional de Futbol (National Football Union, en anglès) i d'aquesta època consta la seva afiliació el 1965 a la Confederació del Nord, Centreamèrica i el Carib de Futbol Associació (CONCACAF).
El 1988 va afiliar-se a la Unió Caribenya de Futbol (CFU) i a la Federació Internacional de Futbol Associació (FIFA).
També forma part de l'Associació de Futbol de les Illes Windward (Windward Islands Football Association) que és un subgrup de la CFU que agrupa les illes situades a sobrevent (windward, en anglès) de les Petites Antilles. Un segon subgrup anomenat Associació de Futbol de les Illes Leeward (Leeward Islands Football Association) agrupa les illes situades a sotavent (leeward, en anglès).
La SLFA té la seu a Castries, la capital de Saint Lucia i és la responsable d'organitzar, promocionar i desenvolupar el futbol associatiu de totes les categories a Saint Lucia. La SLFA té dinou associacions afiliades en funció de la seva ubicació geogràfica que organitzen les seves respectives lligues de districte amb un mínim de sis participants. Aquestes associacions de futbol de Saint Lucia funcionen amb un òrgan executiu nacional encapçalat pel president. El president és assistit pel primer i segon vicepresident que són elegits pel congrés cada quatre anys. A efectes administratius, l'illa està dividida en quatre zones i cada zona té el seu propi executiu. El president de cada zona és vicepresident de l'associació. L'òrgan suprem de presa de decisions de la SLFA és el congrés que se celebra cada any.
La SLFA també organitza la Primera Divisió (SLFA First Division, en anglès), coneguda anteriorment com a Divisió d'Or (Gold Division, en anglès), que la disputen vuit equips i és la màxima competició de Saint Lucia. També organitza la Segona Divisió (SLFA Second Division, en anglès), coneguda anteriorment com a Divisió de Plata (Silver Division, en anglès), la Copa de Sant Lucia (Saint Lucia FA Cup, en anglès), que és la competició que es disputa sota el format per eliminació directa i fina a partit únic entre els dos equips finalistes i des de 2015 es disputa la Copa del President (SLFA President's Cup, en anglès) entre els dos millors equips de cada una de les dinou associacions afiliades a la SLFA.